# مناحيم بدر
مناحيم بدر هو سياسي إسرائيلي، ولد في 20 سبتمبر 1895 في Dukla ‏ في بولندا، وتوفي في 31 يناير 1985 في إسرائيل. نشط حزبياً في حزب العمال الموحد. وقد انتخب عضو الكنيست ‏ وقد انضم خلال فترته النيابية ‏ (14 فبراير 1949 – 20 أغسطس 1951) للكتلة البرلمانية حزب العمال الموحد.